# Хитцы (Калайдинцевский сельский совет)
Хитцы (укр. Хитці) — село,
Калайдинцевский сельский совет,
Лубенский район,
Полтавская область,
Украина.
Код КОАТУУ — 5322883205. Население по переписи 2001 года составляло 285 человек.

## Географическое положение
Село Хитцы находится на правом берегу реки Удай,
выше по течению на расстоянии в 3 км расположено село Лушники,
ниже по течению на расстоянии в 3 км расположено село Тишки,
на противоположном берегу — село Крутой Берег.
Река в этом месте извилистая, образует лиманы, старицы и заболоченные озёра.
Рядом проходит автомобильная дорога Т-1714.

## История
В урочище Коломак близ села расположено городище, на котором найдена лепная (роменская) и гончарная (древнерусская конца XI—XIII вв.) керамика. Здесь существуют ранние волынцевские комплексы.